# Lilium 'Anastasia'
Lilium 'Anastasia' — сорт лилий из группы ОТ-гибриды VIII раздела по классификации третьего издания Международного регистра лилий.

## Происхождение
Обратное скрещивание Lilium 'Allegra' с ОТ-гибридами.

## Биологическое описание
Высота растений от 1.2—1.9 м. Стебли изящно выгибаются.
Лепестки отогнутые. Внутренняя часть лепестков розовая с заметными розовыми сосочками, края белые. Горло беловатое с зелёным по центральной жилке.
Аромат пряный.
Пыльники коричневато-оранжевые.
Цветение в начале-середине августа.

## В культуре
Lilium 'Anastasia' используется, как декоративное садовое растение, а также для срезки.
Кислотность почвы от слегка кислой до нейтральной (рН 6,1—7,5).
Зоны морозостойкости: 4a—8b.
В Московской области с середины сентября до устойчивых заморозков рекомендуется укрывать посадки полиэтиленовой плёнкой для защиты от сильного намокания почвы. Подсушенная таким образом почва — основа правильной зимовки ОТ-Гибридов в средней полосе России. Необходимы 3—4 подкормки минеральными удобрениями с начала периода распускания листьев до цветения. Навоз применять не рекомендуется.
Почву, особенно в Центрально-Чернозёмной области и южнее, желательно мульчировать. На зиму посадки рекомендуется укрывать хвойным опадом.